# Неджавце
Неджавце (на албански: Neçaca; на сръбски: Нећавце) е село в Косово, разположено в община Елезки хан, окръг Феризово. Намира се на 654 метра надморска височина. Населението според преброяването през 2011 г. е 110 души, от тях: 110 (100,00 %) албанци.

## Население
Численост на населението според преброяванията през годините:
- 1948 – 119 души
- 1953 – 124 души
- 1961 – 160 души
- 1971 – 58 души
- 1981 – 25 души
- 1991 – 78 души
- 2011 – 110 души